# Цикова
Цикова (укр. Цикова) — село в Чемеровецком районе Хмельницкой области Украины.
Население по переписи 2001 года составляло 967 человек. Почтовый индекс — 31645. Телефонный код — 3859. Занимает площадь 2,568 км². Код КОАТУУ — 6825288601.

## Местный совет
31645, Хмельницкая обл., Чемеровецкий р-н, с. Цикова, ул. Ленина, 40